# 胡椒汁
胡椒汁（こしょうじる）は、三重県北勢地区の桑名市や菰野町などから、愛知県西部、岐阜県南部まで分布する郷土料理で、葬儀の際に出される汁物。胡椒とは唐辛子のことを指し，大量の唐辛子を入れたすまし汁，薄い味噌汁で強い辛味がある。「涙汁（なみだじる）」「泣汁（なきじる）」とも呼ばれる。

## 概要
この地域では、葬式の際に出される食事を『非事（ひじ）』、もしくは『おとき』と言って近所の人が作るのが習わしとなっている。胡椒汁は、その際に出される食事の一つで、底に唐辛子が溜まるほどたっぷりと入れるすまし汁の事である。作る目的は、亡くなった方の供養の為に涙を出させるという説、辛いから泣いているのか悲しいから泣いているのかわからないようにするという説，場所によっては1週間も続く葬式の疲れを癒すためとも言われている。